# Xanthorhoe cybele
Xanthorhoe cybele là một loài bướm đêm trong họ Geometridae.